# The Thirsting
Pour plus de détails, voir Fiche technique et Distribution.
The Thirsting est un film américain érotico-horreur réalisé par Mark Vadik et sorti en 2006. The Thirsting signifie « la soif ».
Le film a remporté un prix au festival du film d'horreur de Chicago de 2006. À noter, la participation de Mickey Rooney dans ce film.

## Synopsis
Dans une université catholique, cinq jeunes filles réveillent l'esprit de Lilith, première femme d'Adam et mère de tous les démons.
Lilith investit leurs désirs secrets et les transforme en cauchemars mortels.

## Fiche technique
- Titre : The Thirsting
- Réalisateur : Mark Vadik
- Producteur : Gene Cosentino
- Scénario : Mark Vadik
- Musique : Geno Lenardo
- Genre : Horreur
- Format : Couleurs
- Durée : 90 minutes
- Pays :  États-Unis
- Date de sortie : 1er octobre 2008  France

## Distribution
- Tina Krause : Lilith / sœur Catherine
- Jacqueline Hickel : Mary
- Nikki Gahan : Clareese
- Courtney Pahlke : Michelle
- Lauren Ryland : Jackie
- Lauren McCarthy : Tiffany
- Charlie Beck : Bum / Sansenoy
- Brian Cade : Randy
- Mickey Rooney : Savy